# Franco Tozzi
Franco Tozzi (Rodi Garganico, 1944. március 26. – Cuneo, 2024. január 29.) olasz énekes.

## Pályafutása
Rodi Garganicóban, Foggia megyében született a család három fia közül a legidősebbként. Gyermekként Pugliát elhagyva, családjával Torinóba költözött, olyan városba, ahol apja éjjeliőrként talált munkát, és ahol fiatalabbik öccse, Umberto énekes-dalszerző 1952ben megszületett.
Az 1960-as években években, még nagyon fiatalon, otthagyta munkahelyét a chivassói Lancia-gyárban, hogy egy fiúegyüttessel, a Pard'sszal együtt megvalósítsa zenészi álmait. 
Első fontos elismerését 1964-ben a Castrocarrói Fesztivál első helyezésével, a Due case, due finestre című dalával nyerte el. Pier Benito Greco mesternek köszönhetően szerződést kötött a Fonit Cetrával, így debütált hanglemezen Castrocarón bemutatott dalával.
1965-ben jogosult volt részt venni a Sanremói Fesztiválon Johnny Tillotsonnal párban a Non a caso il destino (ci ha fatto incontrato) című dalával, amelynek zenéjét a híres Maestro Carlo Alberto Rossi szerezte. Luciano Tajoli énekes később szintén előadta.
Abban az évben részt vett az Un disco per l'estatén, ahol a 2. helyen végzett (az akkoriban nagyon népszerű Orietta Berti mögött) ma is leghíresebb dalával, az I tuoi occhi verdivel. Az album körülbelül 800 000 példányban kelt el.
Katonai szolgálatra való behívása miatt szünetre kényszerült, majd ismét ő volt az Un disco per l'estate főszereplője a Non vorrei volerti benével, és részt vett a Rózsa Fesztiválon a Perdonala című dallal Little Tonyval párban, ismét szép sikert aratva.
1967-ben, miután az Odeon lemeztársasághoz szegődött, ismét visszatért az Un disco per l'estatéhez a L'ultimo giorno című dallal.
1968-ban szerződést írt alá a Carisch lemeztársasággal, amellyel kiadta a 45 rpm-es Nasce il giornót.
Ezt követően Kansasba költözött, és megalakította a Franco Tozzi Off Sound zenekart, amelyben öccse, , Umberto gitározott. 
Umberto gitárosként dolgozott testvére élő koncertjein az Il Suo Primo Amore zenekarral, többé-kevésbé folyamatosan 1975-ig.
1986-ban a Tanga Label lemeztársaság kiadta 45 rpm-es kislemezét (és a hozzá kapcsolódó mixlemezt) Make me crash, amelyben Franco Tozzi (itt egyszerűen csak Tozzi) próbálta ki magát az Italo-disco műfajban. A dalt a szövegíró, Ermanno Capelli és maga Franco írta alá, a producere pedig Ermanno Capelli és Francesco Reitano volt.
Tozzi Make me crash című dalát 1999-ben újra kiadta CD-n és Maxi-Single-en a német ZYX Music kiadónál, a Golden-Dance-Classics sorozat részeként.
1989-ben Franco Tozzit meghívták a Red Ronnie által vezetett Una Rotonda sul Mare című televíziós műsorba, ahol az I tuoi occhi verdi című slágerének újraértelmezésével ismét sikereket ért el. A dal egy fejpárbajban még a műsor nevét adó Una Rotonda sul Mare dalt is megverte Fred Bongusto előadásában.
1995-ben Franco visszatért a színre az Ecco Perchè című albummal, amelyet a Duck Record lemeztársaság számára rögzítettek. A címadó dalt kifejezetten neki, erre az alkalomra írta és komponálta fivére, Umberto.
1996-ban a DV More Records lemezcég kiadta az "Il Migliore" című gyűjteményt, amely Franco Tozzi slágereit tartalmazza a művész által átszerkesztett és újraénekelt változatban.
Franco gyakran előadta öccse, Umberto dalait is koncerteken, és ezek egy része (Tu, Stella stai, Notte rosa) felkerült a DV More Record lemezcég 1997-ben kiadott Franco Tozzi Live című élőalbumára.
2016 januárjában 50 éves pályafutása megünneplésére kiadta a l'EP Cinquantát két új dallal (az egyik, a Le donne sole, írta: Vito Pallavicini és Francis Lai), producere Biagio Puma és Vanessa Lucca hangszerelésében a Capogiro Records számára.
2018 áprilisában Franco Tozzi részt vett a MilleVoci című televíziós műsorban, többek között előadta a kiadatlan Uomo stupidót (szöveg: Ermanno Capelli, zene és hangszerelés: Riccardo Laser) a Capogiro Music Publishing számára.
2018 júniusában megszületett a Team Tozzi, amelynek tagjai: Franco Tozzi énekes, a szövegíró Ermanno Capelli, a billentyűs és zeneszerző Riccardo Lasero és Manuel Marzano gitáros és társzeneszerző.
2018 júliusában minden digitális platformon megjelent Franco Tozzi új kislemeze, az Anna Anna, szövegét Ermanno Capelli, zenéjét Riccardo Lasero és Manuel Marzano szerezte, producerei Ermanno Capelli és Riccardo Lasero, aki hangszerelte is.
2019. február 7-én megjelent az I pazzi siete voi című dal kislemeze, amelyet az előadó csapata ajánlott a 2019-es 69.. Sanremói Fesztiválra, de nem vették fel a verseny számai közé. Ennek ellenére 2019. február 12-én elérte az 1. helyezést a Google Play legkeresettebb rockdalainak rangsorában, és a 34. helyet a legkelendőbb kislemezek általános rangsorában ugyanabban a digitális áruházban. Az '"I pazzi siete voi'" Ermanno Capelli adta elő (a szöveg szerzője, társproducer), Riccardo Lasero (zeneszerző, hangszerelő, társproducer) és Manuel Marzano (társzeneszerző) alkotta meg.
2024. március 26-án, a művész születése 80. évfordulója alkalmából, posztumusz jelent meg az Anima album a digitális zenei platformokon.
Az album öt új dalt tartalmaz az Anna Anna és az I pazzi siete voi már az azonos című kislemezeken kívül, valamint az énekes I tuoi occhi verdi és Perdonala slágereinek két új remake-je. Az Anima című dalt testvérének, Umberto Tozzinak ajánlják, és maga Franco ihlette. A dal, a Vogliomcantare con Rovazzi az olasz zenei üzletág kritikája, a versekben Fabio Rovazzi és Francesco De Gregori szerepel, és utalnak a Sanremo Fesztiválra.
A kiadatlan dalok szövegét a szerző Ermanno Capelli (2022-ben elhunyt), a zenét Riccardo Lasero (egyben az album hangszerelője) és Manuel Marzano szerezte. A művészi produkciót Capelli és Lasero gondozta.
Tozzi 2024. január 29-én Cuneóban, két hónappal 80. születésnapja előtt, rövid betegség után hunyt el.

## Magánélete
1965. augusztus 26-án feleségül vette Carmen Novelli balerinát (aki 2023. július 3-án halt meg Buscában) a torinói Madonna delle Rose plébánián. Mario Scotti basszusgitáros volt a tanúja.

## Diszkográfia

### Kislemezek
- 1964 – Due case, due finestre/Amo la mia gioventù (Fonit SPF 31161)
- 1965 – Non a caso il destino ci ha fatto incontrare/Per questo amore (Fonit SPF 31163)
- 1965 – I tuoi occhi verdi/E allora vai (Fonit SPF 31169)
- 1965 – Nulla troppo bello per te/Ho saputo che/Mi pentirò (Fonit SPF 31178)
- 1966 – Io non posso crederti/Le notti d'argento (Fonit SPF 31181)
- 1966 – Non vorrei volerti bene/Uno come me (Fonit SPF 31189)
- 1966 – Perdonala/I poveri (Fonit SPF 31198)
- 1967 – L'ultimo giorno/Per la gloria (Odeon MSOQ 5371)
- 1967 – Lo stesso uomo/Scusa (Odeon MSOQ 5379)
- 1968 – Nasce il giorno/Uno zero immenso e assoluto (Carisch VCA 26199)
- 1970 – Qui/Poco fa (Kansas dm 1129; Franco Tozzi Off Sound néven rögzítették)
- 1971 – Ricordi/Il mio amore per Jusy (Kansasi dm 1148; Franco Tozzi Off Sound címmel rögzítették)
- 1973 – Fiume di metallo/Sassi senza tempo (Kansas dm 1160; Franco Tozzi Off Sound néven rögzítették)
- 1986 – Make me crash/Make me crash (instrumentális) (Tanga Label TL 017; Tozzi néven rögzítették)
- 2018 – Anna Anna
- 2019 – I pazzi siete voi

### EP-k
- 1999 – Make me crash/ Message on the air (ZYX Music GDC 2115-8; Tozzi néven vették fel; sorozat: Golden-Dance-Classics)
- 2016 – Cinquanta (Capogiro Records CD 77-15)

### Albumok
- 1995 – Ecco perché… (Duck Record)
- 1996 – Il meglio (DV More Record)
- 1997 – Franco Tozzi Live (DV More Record DV 6242)
- 2024 – Anima (Dream On Records)

### Összeállítás
- 1967: 14 canzoni di Sanremo 1967 (Fonit Cetra, LPP 84; előadja Cuore mattót is)

## Fordítás
- Ez a szócikk részben vagy egészben  a   Franco Tozzi című olasz Wikipédia-szócikk ezen változatának fordításán alapul.  Az eredeti cikk szerkesztőit annak laptörténete sorolja fel. Ez a jelzés csupán a megfogalmazás eredetét és a szerzői jogokat jelzi, nem szolgál a cikkben szereplő információk forrásmegjelöléseként.

## Bibliográfia
- Umberto Bultrighini – Claudio Scarpa – Gene Guglielmi: „Al di qua, la di trova del Beat” című könyv a Carabba Editore gondozásában és kiadásában 2011 júliusában – 430 oldal. A könyvben egy igazi, nyolcoldalas személyes történet, amelyet Claudio Scarpa mesél egyik gyermekkori történetéről, amely szorosan kapcsolódik az „I tue occhi verdi” című dalhoz. A fejezet címe: 'Zöld szem, szerelmet tesz'. Alcím: „Hogyan legyünk őrülten szerelmesek a beat megjelenésének hajnalán”.
- Különféle szerzők (szerk. Gino Castaldo): Dictionary of Italian Song, szerk. Curcio, 1990; ének Tozzi, Franco
- Sergio Modugno: Beszélgetés kettőjükkel Castrocaróról, interjú Franco Tozzival, Ciao amici, 1964. november 11.